# Sâu đầu búa
Sâu đầu búa hay giun đầu búa (sên đầu búa) (danh pháp khoa học: Bipalium kewense) là một loại sán dẹp, thuộc họ Geoplanidae. Con người phát hiện chúng ở châu Á, châu Úc, và cả châu Âu, châu Mỹ.

## Đặc điểm
Chúng có bề ngoài trong nhũn, nhầy, trơn bóng. Chúng có nhiều hình dáng, kích thước và màu sắc khác nhau. Cách thức sinh sản khá đa dạng. Một số loài sinh sản hữu tính trong khi những loài khác chỉ cần chia đôi cơ thể sau đó đoạn phía sau có thể di chuyển ngay lập tức mặc dù phải mất một tuần để mọc đầu mới. Mỗi con sâu búa sinh sản vô tính vài lần trong một tháng.

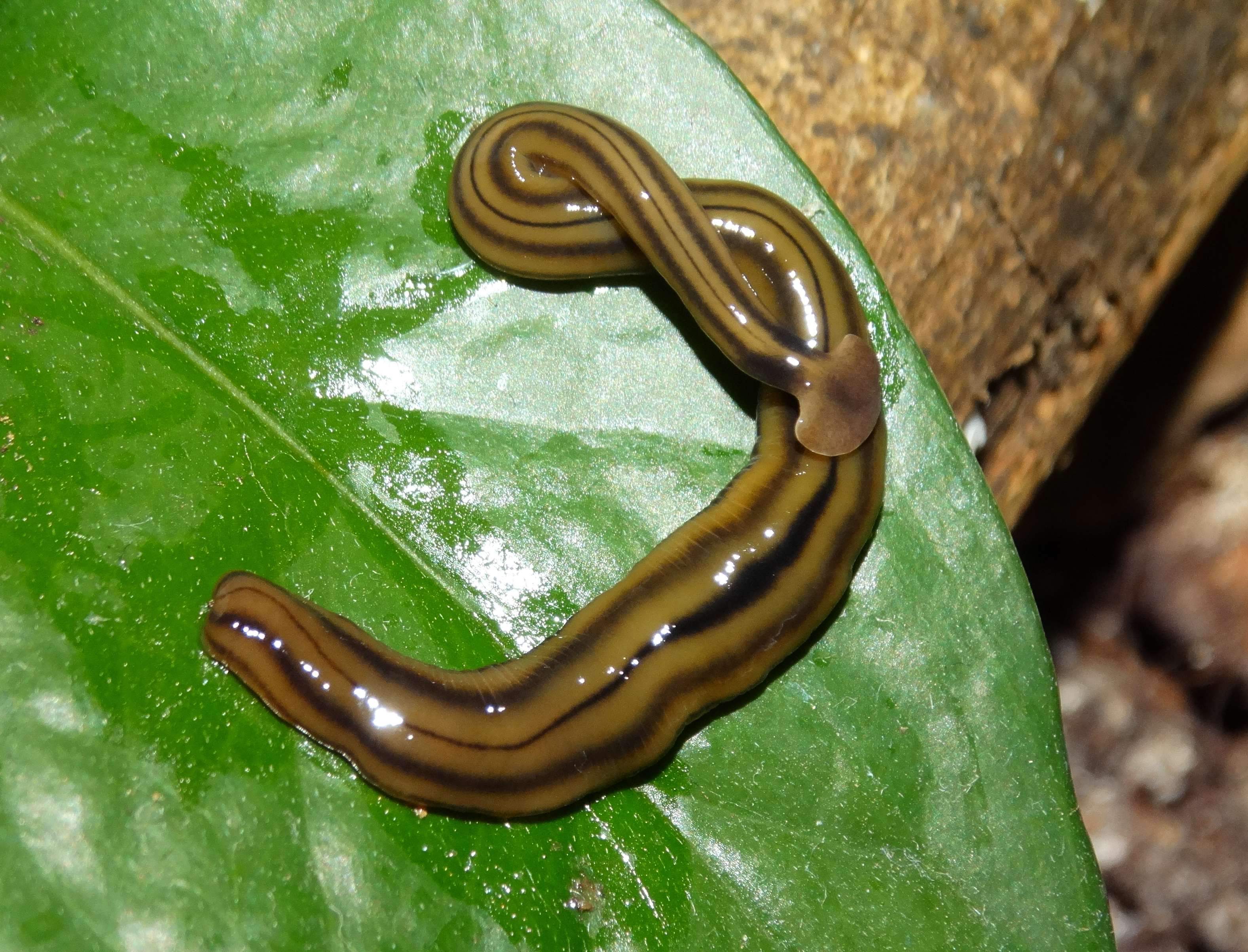

Sâu đầu búa là loài ăn thịt và chủ yếu ăn giun đất. Ngoài ra, chúng cũng thích ăn ốc sên và ăn côn trùng là những món ăn khoái khẩu của chúng. Tuy nhỏ dẹp nhưng chúng cũng có vũ khí riêng khiến con mồi không còn lối thoát. Khi gặp giun đất, chúng sẽ tấn công và trước khi con giun đất này kịp trốn chạy, con sâu đầu búa sẽ dùng toàn bộ cơ thể quấn chặt lấy và tiết ra tetrodotoxin (một chất độc thần kinh) làm tê liệt con mồi. Sâu đầu búa không trực tiếp ăn mà tiết ra một loại enzyme hóa lỏng con mồi rồi mới hút vào ruột.